# Inleiding
Een inleiding is het eerste deel van een tekst, waarin datgene waar de tekst over gaat wordt omschreven. Vaak is er in de inleiding ook een doel (bijvoorbeeld de oplossing van een bepaalde probleemstelling) of een vooruitblik naar de inhoud van de tekst (bijvoorbeeld over de manier waarop deze oplossing tot stand is gekomen).
De term inleiding wordt ook gebruikt voor op zichzelf staande teksten die meer of minder diep ingaan op een bepaald interessegebied, bijvoorbeeld in de boektitel: "Inleiding tot de Europese rechtsgeschiedenis".
Een inleiding is iets anders dan een voorwoord. Een voorwoord zegt niets over de inhoud van de tekst, maar verhaalt over de totstandkoming ervan, vaak in een persoonlijke vorm.  